# Opinikusz
Az opinikusz  (angolul opinicus) képzeletbeli lény, felsőteste és szárnyai a sárkányéra hasonlítanak, de a fején csőr és a sárkány, valamint a griff közötti fülek láthatók. Alsóteste és négy lába az oroszlánéra hasonlítanak, de a farka rövid és tevefaroknak tartják.